# Audoin
Audoin var en langobardisk kung.
Han blev omkring 540 förmyndare för den omyndige Waltari och vid dennes död omkring 545 kung. Han förde sitt folk in på romerskt område, där det av Justinianus I erhöll land i Pannonien och Noricum. Audoin levde ännu 552. Efter hans död blev Alboin kung.